# Mark Crilley
Mark Crilley é um autor e ilustrador de histórias em quadrinhos americanas, livros infantis e mangás, tendo sido o criador das séries Miki Falls, Akiko e Brody's Ghost. Tanto em 1997, quanto em 1998, Akiko foi indicada ao Eisner de "Melhor Série", e mais recentemente Crilley se tornou conhecido pelas vídeo-aulas que começou a apresentar através do YouTube, ensinando como desenhar em diferentes estilos.